# Марцін Свєтліцький
Марцін Світлицький (24 грудня 1961 , П'яскі, Люблінське воєводство ) – польський поет, письменник та музикант. Живе та працює у Кракові, Польща. Світлицький народився у Пясках, неподалік Любліна, Польща. Вивчав польську літературу в Ягеллонському університеті у Кракові, де мешкає з 1980 року.